# باول كلاين (عالم نفس)
باول كلاين (بالإنجليزية: Paul Kline)‏ هو عالم نفس بريطاني، ولد في 1937، وتوفي في 1999.